# Octopus ornatus
Octopus ornatus är en bläckfiskart som beskrevs av Gould 1852. Octopus ornatus ingår i släktet Octopus och familjen Octopodidae. Inga underarter finns listade i Catalogue of Life.